# Chrysichthys johnelsi
Chrysichthys johnelsi är en fiskart som beskrevs av Daget, 1959. Chrysichthys johnelsi ingår i släktet Chrysichthys och familjen Claroteidae. IUCN kategoriserar arten globalt som livskraftig. Inga underarter finns listade i Catalogue of Life.